# Furni
|  | Per a altres significats, vegeu «Gai Furni». |

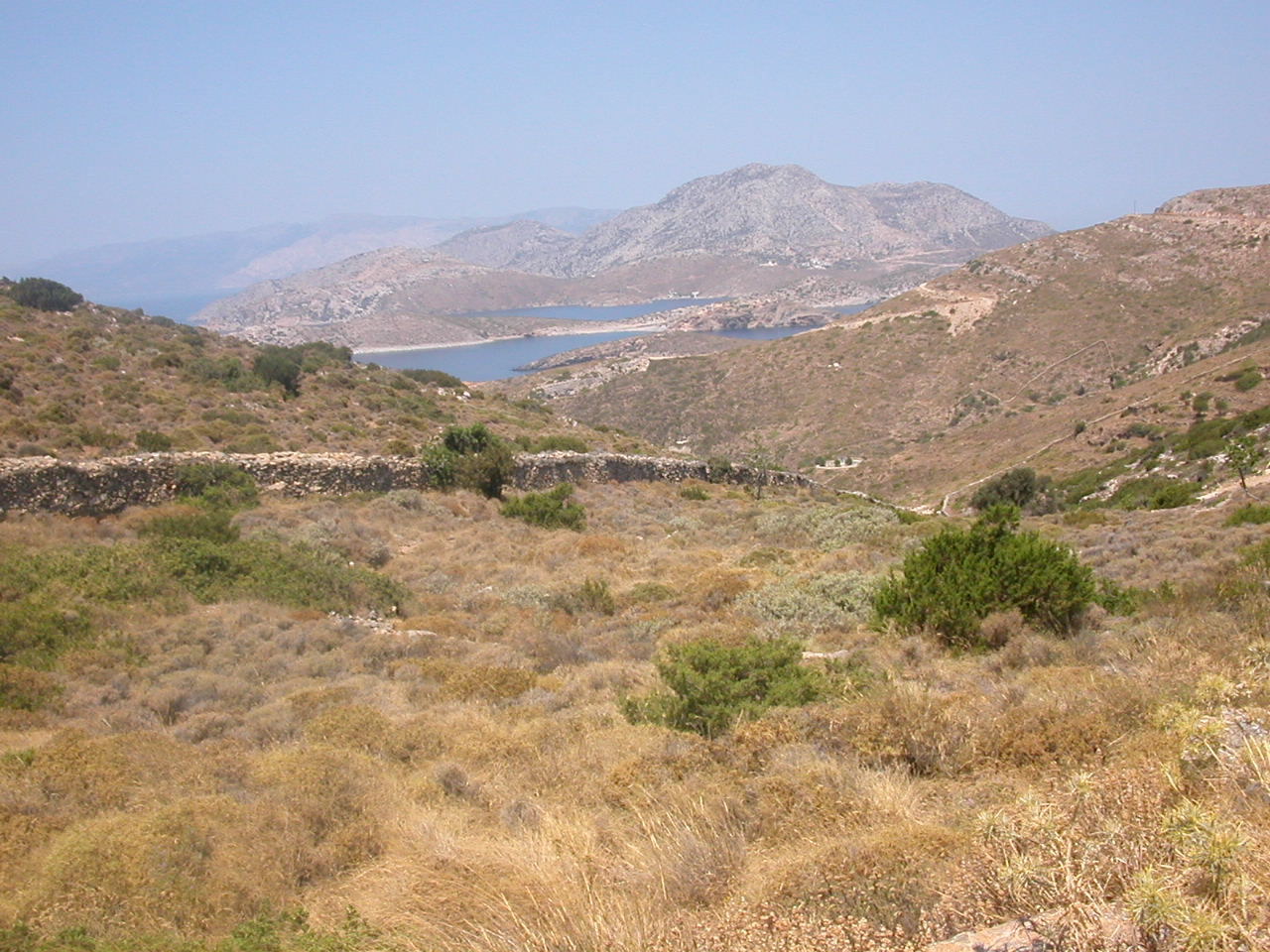
Vista des de Furni vers Thymaina i Icària

Furnoi o Furni és un grup d'illes al sud-est d'Icària i sud-oest de Samos amb dos centenars d'habitants.
La principal es diu Korseon i també Furnoi o Furni, el principal lloc de la qual es diu igualment Furni, al sud de la qual hi ha les dues badies bessones de Kampi i altres badies que foren nius de pirates.
L'altra ciutat de l'illa és Chrysomilia, al nord de l'illa (la part nord-est i la part sud-est formen dos parts que semblen dos illes separades unides només per un istme). A part d'aquesta illa només Thimena (Thymaina) és habitada i la seva ciutat es diu igual que l'illa i és a la costa est, quasi enfront de Furni.
Altres illes són Thymainaki, Kisiria, Agion Minas, Alatsonisi, Megalo i Mikra Anthropofas, Prasonisi, Plaka i Makronisi i quatre illots menors. Aquestes illes foren refugis dels pirates des del temps dels romans fins al segle xix. Actualment es dediquen a la pesca. No hi circulen vehicles.